# Vampirina
Vampirina (od 2017) – amerykańsko-irlandzki serial animowany stworzony przez Chrisa Nee (twórcę serialu Klinika dla pluszaków) oraz wyprodukowany przez Brown Bag Films i Disney Junior. Kreskówka powstała na podstawie książek Anne Marie Pace z serii Vampirina Ballerina.
Premiera serialu odbyła się w Stanach Zjednoczonych 1 października 2017 na amerykańskim Disney Junior. W Polsce premiera serialu odbyła się 28 października 2017 na antenie Disney Junior.

## Opis fabuły
Serial opisuje perypetie małej wampirzycy Vampiriny "Vee" Hauntley, która przeprowadza się razem ze swoją rodziną – mamą Oksaną i tatą Bogdanem z Transylwanii do Pensylwanii, aby poprowadzić pensjonat dla guli i goblinów. Młoda wampirzyca każdego dnia przeżywa nowe przygody.

## Postacie
- Vampirina „Ina” Strachulesku – główna bohaterka kreskówki, młoda wampirzyca.
- Roksana Strachulesku – mama Vampiriny oraz żona Borisa.
- Bogdan Strachulesku – tata Vampiriny oraz mąż Oksany.
- Babcinka Strachulesku – babcia Vampiriny.
- Dziadynek Strachulesku – dziadek Vampiriny.
- Gregoria – 173-letni gargulec oraz pomocnik Vampiriny.
- Edna Wilson – sąsiadka Hauntleyów oraz mama Poppy i Edgara.
- Emil – duch mieszkający z rodziną Hauntleyów.
- Pan Kościsty – szkielet, szef pensjonatu.
- Pola Wilson córka Edny oraz najlepsza przyjaciółka Vampiriny.
- Bridget – jedna z przyjaciółek Vampiriny. Jest nieśmiałą i nerwową dziewczynką.
- Edgar Wilson – brat-bliźniak Poppy, który prowadzi vloga.
- Wilczek – fioletowy pies mieszkający z rodziną Hauntleyów.
- Pan Gore – nauczyciel Vampiriny.

## Obsada
- Isabella Cramp – Vampirina „Ina” Strachulesku
- Lauren Graham – Roksana Strachulesku
- James Van Der Beek – Bogdan Strachulesku
- Patti Lupone – Babcinka Strachulesku
- Brian Stokes Mitchell – Dziadynek Strachulesku
- Wanda Sykes – Gregoria
- Cree Summer – Edna Wilson
- Mitchell Whitfield – Emil
- Ian James Corlett – Pan Kościsty
- Jordan Alexa Davis – Pola Wilson
- ViviAnn Yee – Bridget
- Benji Risley – Edgar Wilson
- Dee Bradley Baker –
  - Wilczek,
  - Pan Gore

## Spis odcinków

### Seria 1 (2017–2018)
| Nr | Tytuł                                                          | Tytuł polski                                         | Premiera             | Premiera w Polsce                                 |
| -- | -------------------------------------------------------------- | ---------------------------------------------------- | -------------------- | ------------------------------------------------- |
| 1  | Going Batty / Scare B&B                                        | Blady strach / Podwójna rezerwacja                   | 1 października 2017  | 28 października 2017                              |
| 2  | The Sleepover / Portrait of a Vampire                          | Imprezka z dreszczykiem / Portret wampira            | 1 października 2017  | 29 października 2017                              |
| 3  | Vee's Surprise Party / Vee Goes Viral                          | Przyjęcie niespodzianka / Hit internetu              | 2 października 2017  | 4 listopada 2017                                  |
| 4  | The Plant Predicament / Mummy Mayhem                           | Co z tego wyrośnie? / Gdzie jest mumia?              | 6 października 2017  | 5 listopada 2017                                  |
| 5  | Little Terror / Super Natural                                  | Mały horror / Polowanie na ducha                     | 9 października 2017  | 11 listopada 2017                                 |
| 6  | Vamping Trip / The Monster Snore                               | Kemping z dreszczykiem / Potwór spod łóżka           | 13 października 2017 | 12 listopada 2017                                 |
| 7  | Bone Appetit / Woodchuck Woodsies                              | Kością w gardle / Ćwirki Świstaszki                  | 16 października 2017 | 18 listopada 2017                                 |
| 8  | The Little Witch / Hide & Shriek                               | Mała czarownica / Bój się, szukam                    | 20 października 2017 | 3 lutego 2018                                     |
| 9  | Vampire Weekend / The Bird Who Knew Too Much                   | Wampirzy weekend / Ptak, który wiedział za dużo      | 23 października 2017 | 10 lutego 2018                                    |
| 10 | The Ghoul Girls / Game Night                                   | My bestie / Noc gier                                 | 27 października 2017 | 25 listopada 2017                                 |
| 11 | Oldie but a Ghouldie / Beast in Show                           | Stary, ale straszny / Pokaż bestię w sobie           | 3 listopada 2017     | 19 listopada 2017                                 |
| 12 | Critters! / Cuddle Monster                                     | Zwierzyna / Potworna Tulisia                         | 10 listopada 2017    | 17 lutego 2018                                    |
| 13 | Batty Fever / Poetry Day                                       | Nietoperza grypa / Dzień poezji                      | 17 listopada 2017    | 24 lutego 2018                                    |
| 14 | Nanpire the Great / Two Heads Are Better Than One              | Nanpirka Babcinka / Co dwie głowy, to nie jedna      | 1 grudnia 2017       | 3 marca 2018                                      |
| 15 | Vee Is for Valentine / Scarestitute Teacher                    | Walentynki Vampirinki / Straszycielka na zastępstwie | 12 stycznia 2018     | 19 maja 2018                                      |
| 16 | Look Who's Scared Now! / Dust Bunnies                          | I kto się teraz boi? / Niech to kurz pochłonie       | 16 lutego 2018       | 26 maja 2018                                      |
| 17 | Vampirina Ballerina / Treasure Haunters                        | Vampirina Ballerina / Poszukiwacze skarBUU!          | 16 marca 2018        | 2 czerwca 2018                                    |
| 18 | Mummy's Day / Dance-Ivania                                     | Dzień mumii / Transylwański dzień tańca              | 27 kwietnia 2018     | 26 września 2018 (A) 27 września 2018 (B)         |
| 19 | Acrobat Boris / The Lemonade Stand                             | Lotnik Fiszkołek / Komu lemoniady, komu?             | 15 czerwca 2018      | 28 września 2018 (A) 1 października 2018 (B)      |
| 20 | Hiccupire / Uncle Bigfoot                                      | Wampiro-czkawka / Wujek Wielka Stopa                 | 20 lipca 2018        | 25 października 2018 (A) 26 października 2018 (B) |
| 21 | Fangless / Transylvanian Tea                                   | Utracone kły / Transylwańska herbata                 | 27 lipca 2018        | 4 października 2018 (A) 5 października 2018 (B)   |
| 22 | Home Scream Home                                               | Strasznie jak w domu                                 | 3 sierpnia 2018      | 24 września 2018                                  |
| 23 | Countess Vee / Frights, Camera, Action!                        | Hrabina Ina / Strach, kamera, akcja!                 | 24 sierpnia 2018     | 8 października 2018 (A) 9 października 2018 (B)   |
| 24 | Hauntleyween / Frankenflower                                   | Wampirween / Kwiatek wśród żywych                    | 1 października 2018  | 27 października 2018                              |
| 25 | Nanpire and Grandpop the Greats / There's Snow Place Like Home | Babcinka i Dziadynek / Nie ma to jak w śniegu        | 23 listopada 2018    | 4 grudnia 2018 (A) 5 grudnia 2018 (B)             |

### Seria 2 (2018–2020)
| Nr | Tytuł                                              | Tytuł polski                                          | Premiera             | Premiera w Polsce                                 |
| -- | -------------------------------------------------- | ----------------------------------------------------- | -------------------- | ------------------------------------------------- |
| 26 | Vampire for President / Where's Wolfie?            | Wampir na prezydenta / Gdzie jest Wilczek?            | 7 grudnia 2018       | 29 maja 2019 (A) 30 maja 2019 (B)                 |
| 27 | The Woodsie Way / TNN                              | Tylko bez czarowania / Straszna Telewizja             | 11 stycznia 2019     | 31 maja 2019 (A) 3 czerwca 2019 (B)               |
| 28 | Franken-Wedding / Bat Hair Day                     | Ten potworny ślub / Dzień kołtuna                     | 1 lutego 2019        | 27 maja 2019 (A) 28 maja 2019 (B)                 |
| 29 | Baby Dragon / Gloomates                            | Dzidziuś smok / Gość w dom, strach w dom              | 22 lutego 2019       | 4 czerwca 2019 (A) 5 czerwca 2019 (B)             |
| 30 | The Ghoul Next Door / Scare B & Vee                | Potworny sąsiad / Strachotelarka Ina                  | 8 marca 2019         | 10 czerwca 2019 (A) 11 czerwca 2019 (B)           |
| 31 | The Birthday Broom / Vee Takes The Court           | Miotła urodzinowa / Ina i koszykówka                  | 15 marca 2019        | 12 czerwca 2019 (A) 13 czerwca 2019 (B)           |
| 32 | Scare-itage Day / The Great Egg Scramble           | Przodkowie Koszmarkowie / Historia z jajem            | 22 marca 2019        | 6 czerwca 2019 (A) 7 czerwca 2019 (B)             |
| 33 | Desserter Mystery / Mirror Mirror                  | Słodka tajemnica / Lustereczko                        | 12 kwietnia 2019     | 20 czerwca 2019 (A) 21 czerwca 2019 (B)           |
| 34 | Beach Night / Gregoria Takes Flight                | Noc na plaży / Wysokie loty Gregorii                  | 21 czerwca 2019      | 14 czerwca 2019 (A) 17 czerwca 2019 (B)           |
| 35 | The Big Bite / Ghost Hosts                         | Bierz i jedz / Super kanał                            | 28 czerwca 2019      | 18 czerwca 2019 (A) 19 czerwca 2019 (B)           |
| 36 | The Boo Boys Are Back / Pixie Problem              | Bój się Boys wracają / Mały wielki kłopot             | 12 lipca 2019        | 21 października 2019 (A) 22 października 2019 (B) |
| 37 | Face the Music / Fright at the Museum              | Samograj / Strach w muzeum                            | 26 lipca 2019        | 23 października 2019 (A) 24 października 2019 (B) |
| 38 | Vamp-iversary / The Wolf Boy                       | Wampirza rocznica / Chłopiec wilk                     | 9 sierpnia 2019      | 25 października 2019 (A) 28 października 2019 (B) |
| 39 | Bat Got Your Tongue / The Haunted Theater          | Ani mru mru / Nawiedzony teatr                        | 16 sierpnia 2019     | 31 października 2019 (A) 1 listopada 2019 (B)     |
| 40 | Trick or Treaters / Play It Again Vee              | Cukierek czy figielek? / Zagraj to jeszcze raz, Ina   | 4 października 2019  | 29 października 2019 (A) 30 października 2019 (B) |
| 41 | Jumping Jack-o-Lanterns / Freeze Our Guest         | Mieć to z dyni / W chłodnej atmosferze                | 11 października 2019 | 24 lutego 2020 (A) 25 lutego 2020 (B)             |
| 42 | The Vamp-Opera / This Haunted House Is Closed      | Vamp-opera / Nawiedzony dom zamyka podwoje            | 18 października 2019 | 26 lutego 2020 (A) 27 lutego 2020 (B)             |
| 43 | Dia de los Muertos (Day of the Dead) / As You Wish | Día de los Muertos – dzień zmarłych / Na twe życzenie | 25 października 2019 | 28 lutego 2020 (A) 2 marca 2020 (B)               |
| 44 | The Scare Council / Taking Scare of Business       | Rada strachu / Wszystkie straszne sprawy              | 1 listopada 2019     | 3 marca 2020 (A) 4 marca 2020 (B)                 |
| 45 | Hauntley Girls / The Not So Haunted House          | Matka i córka rządzą / Nienawiedzony dom              | 22 listopada 2019    | 5 marca 2020 (A) 6 marca 2020 (B)                 |
| 46 | A Gargoyle Carol / Deliver-eeek!                   | Maszkaronowe święta / Dostaw-czar                     | 30 listopada 2019    | 1 grudnia 2020 (A) 2 grudnia 2020 (B)             |
| 47 | The Great Esmeralda / Frog's Breath                | Wielka Esmeralda / Gdy uszło płazem                   | 17 stycznia 2020     | 21 października 2020 (A) 28 października 2020 (B) |
| 48 | Oh Brother / The Search for Bigfoot                | Och, bracie / Gdzie jest Wielka Stopa?                | 21 lutego 2020       | 22 października 2020                              |
| 49 | Au Revoir Remy / The School Scare Fair             | Au Revoir, panie Kościsty / Straszny festyn           | 27 marca 2020        | 23 października 2020 (A) 26 października 2020 (B) |
| 50 | Ghoul Guides Save the Day!                         | Wszystko dobre, co się strasznie skończy              | 10 kwietnia 2020     | 27 października 2020                              |

### Seria 3 (od 2020)
| Nr | Tytuł                                           | Tytuł polski                                  | Premiera             | Premiera w Polsce |
| -- | ----------------------------------------------- | --------------------------------------------- | -------------------- | ----------------- |
| 51 | Weekly Normalness / Vampire's Luck              | Strachy nie strachy / Na szczęście wampira    | 5 października 2020  | 11 stycznia 2021  |
| 52 | A Key for Vee / Art Galler-eek!                 | Klucz do tajemnicy / Sztuka strachu           | 6 października 2020  | 12 stycznia 2021  |
| 53 | A Ghoulish Tour / Training Wings                | Bestie w trasie / Kołka na skrzydłach         | 7 października 2020  | 13 stycznia 2021  |
| 54 | Nosy's Day In / Sincerely, Blobby               | Dzień z Nosfi / Z poważaniem, Glutek          | 8 października 2020  | 20 stycznia 2021  |
| 55 | Double Double Halloween Trouble / The Creepover | --- / ---                                     | 9 października 2020  | nieemitowany      |
| 56 | Phantom of the Auditorium / Memoreek!           | Upiór w audytorium / Straszne zapomnienie     | 12 października 2020 | 22 stycznia 2021  |
| 57 | Weekend with Grandpop! / Haunted House Call     | Weekend z Dziadynkiem / Czary i medycyna      | 13 października 2020 | 15 stycznia 2021  |
| 58 | The Critter Fair / Mirror Monster               | --- / ---                                     | 14 października 2020 | nieemitowany      |
| 59 | Bust Friends / The Invisible Fan                | Przyjaźń z marmuru / Niewidzialna fanka       | 15 października 2020 | 18 stycznia 2021  |
| 60 | Remy's Recipe / Vampire Chaperone               | --- / ---                                     | 16 października 2020 | nieemitowany      |
| 61 | Fang Ten! / Science Rocks                       | Na fali / Twarda nauka                        | 19 października 2020 | 14 stycznia 2021  |
| 62 | Aw, Shucks / Family Scareloom                   | Nie strach się bać / Rodzinna strasznostka    | 20 października 2020 | 19 stycznia 2021  |
| 63 | Chrysalis Amiss / Bringing Down the House       | --- / ---                                     | 21 października 2020 | nieemitowany      |
| 64 | Bat to the Future / Gregoria Gets Down!         | --- / ---                                     | 22 października 2020 | nieemitowany      |
| 65 | Vee and the Family Stone / Twin Trouble         | W modzie i w kamieniu / Bliźniaczo niepodobni | 23 października 2020 | 21 stycznia 2021  |
| 66 | Bora the Banshee / A Tale of Two Hallows        | --- / ---                                     | 25 października 2020 | nieemitowany      |
| 67 | The Fright Before Christmas / Scared Snowman    | --- / ---                                     | 30 listopada 2020    | nieemitowany      |
| 68 | New Century's Eve / Bridget The Brave           | --- / ---                                     | 14 grudnia 2020      | nieemitowany      |
| 69 | Hauntley Home Movies / Little Drummer Girl      | --- / ---                                     | 25 stycznia 2021     | nieemitowany      |